# Kassel (distrito)
Kassel é um distrito da Alemanha, na região administrativa de Kassel, estado de Hessen.

## Cidades e Municípios

Cidades e municípios no Kreis Kassel

| Cidades | Municípios                                                                                                 | |
| --- | --- | --- |
| 1. Bad Karlshafen 2. Baunatal 3. Grebenstein 4. Hofgeismar 5. Immenhausen 6. Liebenau 7. Naumburg 8. Trendelburg 9. Vellmar 10. Wolfhagen 11. Zierenberg | 1. Ahnatal 2. Bad Emstal 3. Breuna 4. Calden 5. Espenau 6. Fuldabrück 7. Fuldatal 8. Habichtswald 9. Helsa | 1. Kaufungen 2. Lohfelden 3. Nieste 4. Niestetal 5. Reinhardshagen 6. Schauenburg 7. Söhrewald 8. Wesertal |